# Jeu historique
Cet article court présente un sujet plus développé dans : Jeu.
Le jeu historique est un jeu ayant pour cadre une période ou une civilisation historique. Il peut prendre la forme d’un jeu de société, d’un jeu de rôle, d’une reconstitution historique ou d'un jeu vidéo.

## Exemples
- Res Publica Romana, jeu de société
- Venise, jeu vidéo